# Восточный Кавказ

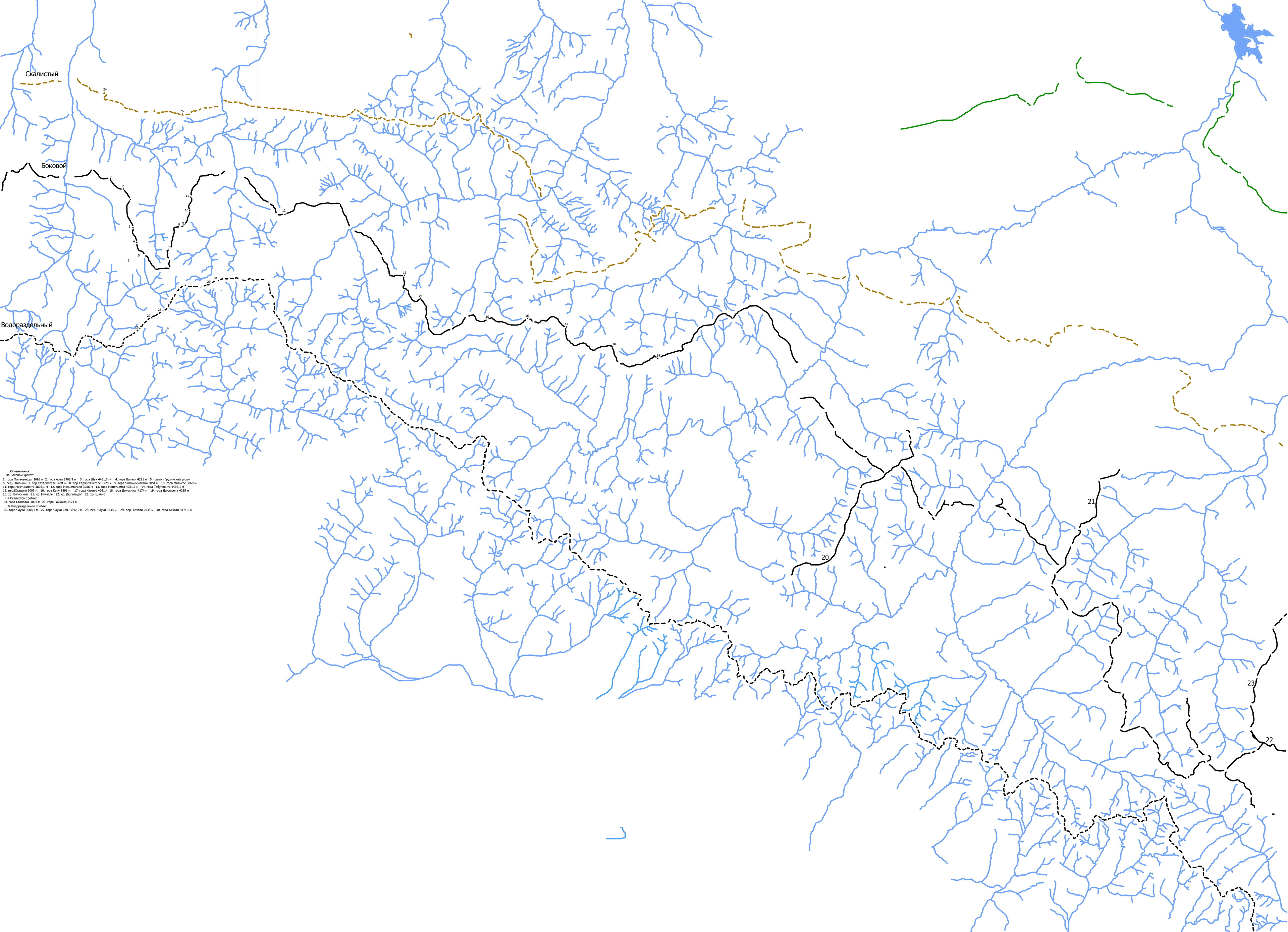
Карта орографии Восточного Кавказа с обозначением хребтов и рек. Нарисована на основе карты К-38.

Восточный Кавказ — горная система, часть Большого Кавказа восточнее горы Казбек.

## Границыоронима
Восточный Кавказ простирается на восток от Казбека до побережья Каспия. К высокогорным осевым хребтам, Водораздельному и Боковому, с севера в западной части примыкают Скалистый, Лесистый, Пастбищный и Предгорный хребты, в восточной — среднегорья Внутреннего Дагестана (Известняковый и Песчано-Сланцевый хребты) и низкогорья. В продольном направлении хребты разделены депрессиями с многочисленными котловинами (Итум-Калинская, Шаройская, Дидойская, Верхнесамурская и др.) и расчленены долинами рек бассейнов Терека и Самура. На восток и юго-восток от Казбека Восточный Кавказ можно разделить на участки:
- Восточный простирается в междуречье Терека и Самура.
- Юго-Восточный называется Каспийской цепью за горой Бабадаг.
- Внутренний горный Дагестан расположен между хребтами Андийским и Салатау с севера и северо-запада, и Гимринским с северо-востока.
- Внешний горный Дагестан находится за Андийским и Гимринским хребтами.

## Государственная принадлежность
Северная часть Восточного Кавказа входит в состав России, к ней относятся такие регионы, как Республика Дагестан, Чеченская Республика, Республика Ингушетия и Республика Северная Осетия-Алания, а южная — Грузии и Азербайджану. От реки Терек до горы Диклосмта граница России с Грузией проходит по Боковому хребту, прорезанному в с юга на север реками Терек с притоками, а также притоками реки Сулак. Водораздельный хребет (ГВХ) лежит южнее, поэтому истоки российских рек (Терек, Сулак) в этом районе начинаются на территории Грузии.

## Морфометрия

### Хребты, вершины, перевалы
Самым высоким на Восточном Кавказе является Боковой хребет, расчленённый реками северного склона на ряд отдельных хребтов и массивов, разделённых глубоко врезанными долинами притоков рек Терека, Сулака и Самура. Основные хребты с запада на восток: Охкур, Арджелом, массив Махисмагали, Муцосский, Тебулосский, Тушетский (Пирикительский), Ортлобан, Снеговой, Богосский и далее до Самурского. Высшей точкой Бокового хребта и Восточного Кавказа является гора Тебулосмта (4492,1 м). Основные вершины Бокового хребта (с запада на восток): Мальчечкорт, Арзи, Кич, Шан, Бачахи, Маамгос, Мартинисмта, Махисмагали, Маистисмта, Диклосмта, Качу, Камито, Доносмта, Дюльтыдаг, Шахдаг.
Главный Кавказский (Водораздельный) хребет на Восточном Кавказе расположен к югу от Бокового на расстоянии 2—25 км и значительно ниже Бокового, кроме восточной части. Он является единой горной цепью, начинаясь от Терека хребтами Мтиулетский, Чаухи, Пшавхевсурский. Основные перевалы хребта: Крестовый на западе, Чаухи, Архоти, Андаки. Основные вершины хребта: Чаухи, Архоти, Гвелисмта, на востоке Базардюзи — высшая точка Дагестана.
Севернее Бокового расположены Скалистый хребет. Рельеф Скалистого хребта, как и более северных Пастбищного и Лесистого, относится к куэстовому. Структура куэсты видна из разреза. Со стороны северных предгорий по долинам рек, в обрывах скал, видны косые напластования — «слоёный пирог» из твердых пород (известняков) и более мягких (глинистых сланцев) пород. Хребты имеют слабый наклон на север и круто обрываются на юг. Образование куэст объясняют тем, что реки, текущие в сторону наклона пластов, постепенно прорезали встречающиеся на их пути горные породы, создавая узкие ущелья и теснины. В первую очередь они вымывали податливые рыхлые породы — нижнеюрские глинистые сланцы из более прочных известняковых пластов, которые в результате этого обваливались. Поэтому постоянно обновляется отвесность северных склонов. В тех местах, где увеличена мощность податливых глинистых сланцев, вымываются обширные продольные понижения — депрессии (долины) между параллельными куэстами. На пологих северных склонах куэсты широко распространены карстовые формы рельефа — пещеры, воронки, карры, созданные атмосферными осадками и подземными водами путём выщелачивания углекислого кальция в известняках. Скалистый хребет разрезан долинами рек на отдельные блоки, поэтому местами трудно прослеживается. Основные хребты, слагающие Скалистый хребет с запада: Цейлам, Цорейлам, Юкерлам… Основные вершины Скалистого хребта в его западной части: Столовая, Гайкомд.
Плосковершинная гора Столовая хорошо видна из долин Предкавказья, возвышаясь над столицей Осетии. Севернее Скалистого хребта расположена более низкая куэста — Пастбищный хребет, высота которой не превышает 1800—2000 м. Наиболее северная и самая низкая куэста носит название Лесистого хребта. Она не столь отчетливо выделяется в рельефе Кавказа, так как высота её не превышает 1000—1200 м. Пологие склоны и скруглённые вершины Лесистого хребта одеты густыми лиственными лесами.

### Ущелья и реки
Водораздельный (Главный Кавказский) хребет в пределах Восточного Кавказа отделяет бассейны рек, впадающих в Каспийское море. С северной стороны от водораздела это притоки реки Терек (Армхи, Сунжа, Асса, Аргун), а также Сулак с притоками и Самур, а с южной — притоки реки Кура. Самый высокий на Восточном Кавказе Боковой хребет в западной части прорезан реками Асса и Аргун, на большом участке разделяя бассейн этих рек от протекающих южнее хребта притоков Андийского Койсу (притоки Сулака): Тушетская Алазань и Пирикительская Алазань. Притоки Сулака реки Андийское Койсу а восточнее Аварское Койсу прорезали Скалистый и Боковой хребты образовав Богосский хребет в качестве водораздела между собой.
Водораздельный хребет не является застывшим. Считается, что непрерывная денудационная деятельность рек заставляет водораздел постепенно мигрировать на юг. Половодье на горных реках происходит в теплый период года из-за их питания при таянии «вечных» снегов и льдов. Существенна также роль ежегодного таяния сезонного снежного покрова, который в первую очередь стаивает на равнинах и южных склонах, а позднее в высокогорной зоне. Поэтому половодье на горных реках длится около шести месяцев. Местами прочные скалы по берегам рек сужают их течение, круто поднимаясь на большую высоту, и образуют каньоны. Такой каньон есть, например, на реке Аргун недалеко от села Советское, на реке Асса выше Таргимской котловины (особенно в районе массива Махисмагали). Для многих рек характерны сели.

### Оледенение
Развитию современного оледенения на Кавказе способствуют значительные высоты, рельеф (сильная расчленённость склонов), а также большое количество атмосферных осадков.
Основные типы ледников Кавказа — каровые, висячие и долинные.
Высота снеговой линии на Восточном Кавказе начинается от 3700-3800 м, то есть на 700 м выше, чем на Западном и на 300—400 м выше, чем на Центральном.
Ледников на Восточном Кавказе значительно меньше, чем на Западном и, тем более, на Центральном.
Обычно они встречаются на самых высоких горных массивах, преимущественно на северных склонах. Общая площадь оледенения примерно 115 км², из которых только около 1 % приходится на южные склоны.
Ледники на Восточном Кавказе достигают толщины 25-35 м, в редких случаях — 60 м.
Сплошной лентой вдоль северных склонов ледники встречаются на небольших отрезках хребтов, например на хребтах Куро, Охкри (Шавана), Кидегани, Хевсуретском, Пирикительском.
Основные узлы оледенения восточнее Терека: Грузинский угол (ледник Рустави), Кибиши (Кибиш), Чаухи, Амуго, Тебулосмта, Маистисмта, Комито, Доносмта, Диклосмта, Аддала-Шухгельмеэр, Гутон, Арабек, Бишиней-Дженолшоб, Дюльтыдаг, Балиали, Чарындаг, Базардюзю, Шахдаг.

### Сейсмичность
Аравийская плита, прижатая Африканской плитой, надвигается примерно на несколько сантиметров в год на Евразийскую плиту вызывая сейсмическую активность, поэтому Северный Кавказ характеризуется самой высокой сейсмичностью в европейской части России.
На карте сейсмического районирования большей частью Кавказ отнесён к 6-7-балльным зонам.
Согласно базе Данных «Каталог землетрясений Кавказа…» наиболее мощные землетрясения последнего времени
| Год  | Глубина, км | Магнитуда | Название              |
| ---- | ----------- | --------- | --------------------- |
| 1902 | 18          | 6.9       | Шемахинское           |
| 1963 | 9           | 6.4       | Чхалтинское (Абхазия) |
| 1966 | 24          | 6.8       | -                     |
| 1966 | 10          | 6.0       | -                     |
| 1967 | 5           | 5.0       | Спитакское            |
| 1968 | 18          | 5.5       | -                     |
| 1969 | 25          | 5.1       | Ачхой-Мартановское    |
| 1969 | 10          | 5.0       | -                     |
| 1970 | 16          | 5.1       | -                     |
| 1970 | 17          | 5.7       | -                     |
| 1970 | 13          | 6.6       | Дагестанское          |
| 1970 | 9           | 5.5       | -                     |
| 1970 | 10          | 5.2       | -                     |
| 1970 | 9           | 5.0       | -                     |
| 1970 | 7           | 5.0       | -                     |
| 1970 | 17          | 5.5       | -                     |
| 1970 | 11          | 5.2       | -                     |
| 1970 | 10          | 5.0       | -                     |
| 1970 | 9           | 5.0       | -                     |
| 1970 | 10          | 5.4       | -                     |
| 1970 | 10          | 5.2       | -                     |
| 1970 | 13          | 5.0       | -                     |
| 1970 | 27          | 5.1       | -                     |
| 1970 | 20          | 5.0       | -                     |

Дагестанское землетрясение 1970 года (14 мая 1970 года) было крупнейшим на Кавказе после Шемахинского землетрясения 1902 года. Энергия, выделившаяся в его очаге, равна примерно 1016 джоулям (около 1—2 миллиардов киловатт-часов). Но так как очаг имел длину 30—35 километров и располагался в основном на большой глубине (12-30 километров), то интенсивность землетрясения по всей этой зоне не превышала 9 баллов.
7 декабря 1988 г. произошло Спитакское землетрясение в Армении в районе Ленинакана и Спитака, когда исчез с лица земли город Спитак. Более 25 тысяч человек погибли в, примерно 20 тысяч были ранены и примерно 515 тысяч остались без крова.

### Флора и фауна
На Восточном Кавказе распространены растения те же, что и в других районах Кавказа. Различные деревья как хвойные (сосна, ель), так и лиственные (бук, дуб, рябина), в том числе плодовые, например, кизил, алыча, яблоня и груша, облепиха, мушмула (местное название «шишка»), шелковица (тутовник), разнообразные кустарники (можжевельник, барбарис).
Зональность растительности, как и на всем Кавказе, связана с высотой. Верхнюю часть ареала растительности занимают высокогорные луга и пастбища, ниже хвойные леса, а затем лиственные леса.
Из растительности следует особо отметить Рододендрон кавказский, обладающий не только красивыми цветами, но и являющийся лекарственным растением. В высокогорье стебли рододендрона иногда являются единственным подножным топливом для туристов.
Леса и луга обеспечивают питание диким животным и птицам.
Малая населённость северной части Восточного Кавказа обуславливает богатство и разнообразие животного мира. Самые крупные из животных Восточного Кавказа это медведи, туры, дикие кабаны.
Вес самца кабана может достигать 350 килограммов. А также серны, волки и шакалы, лисы, зайцы, суслики. Животные встречаются от высот до долин, мигрируя зимой вниз вслед за снеговой линией. Имеется большое количество видов птиц.

### Полезные ископаемые
Нефть — это важнейшее из полезных ископаемых Кавказа. Нефтяные месторождения связаны с поясом пород палеогена и неогена, окаймляющим Восточный Кавказ (Грозненский, Дагестанский, Апшеронский нефтяные районы).
Нефтеносные площади расположены в складчатых зонах передовых прогибов, газоносные — в сводовых поднятиях на Предкавказской плите.
Нефтяные месторождения обычно приурочены к краевым и межгорным впадинам, зонам погружения складчатых структур. В последние десятилетия в нефтедобычу вовлекаются также значительно более древние и глубокие толщи осадочных пород Кавказа, главным образом меловой и юрской систем (Дагестан, Грозненский нефтеносный район), в первую очередь, из трещиноватых известняков верхнего мела.
Тесно связаны с нефтяными и газовые месторождения Восточного Кавказа.
Геотермальные воды.
На Северном Кавказе большие запасы подземных термальных вод находятся в Дагестане, Северной Осетии, Ингушетии, Чечне.
Гидротермальные воды являются бесплатным источником энергии. В пригородах Грозного давно используется горячая вода из скважин для отопления теплиц.
В Дагестанском Берикее из буровых вод извлекают бром и йод.
Другие полезные ископаемые.
Кремень ещё в глубокой древности (с ашельской эпохи, 700—500 тысяч лет назад) добывали народы, населявшие Кавказ, а позже — руды металлов. Древнейшие изделия из камня находят в пещерных поселениях.
Месторождения руд металлов связаны с глубинными магматическими породами в контактных зонах интрузий. Металлы оседали из растворов, образовавшихся при остывании паров от расплавленной магмы, в основном в нижне и среднепалеозойскую, юрскую и палеоген-неогеновую (третичную) эпохи.
По К. Н. Паффенгольцу промышленное значение имеют месторождения меди, цинка, свинца, железа, молибдена, мышьяка, алюминия, хрома. Месторождения медного колчедана связаны с древним вулканизмом: палеозойским (кембрийским, девонским, нижнекаменноугольным), мезозойским (юрским и отчасти меловым), палеогеновым, неогеновым (миоцен). В Дагестане и на запад простирается пояс ртутных месторождений Восточный Кавказ богат разнообразными строительными материалами и минеральным сырьём для их изготовления.
Минеральные воды распространены меньше, чем на Центральном Кавказе.
Углекислые воды сосредоточены преимущественно в районах недавно замершего вулканизма. Сероводородные источники встречаются поблизости от нефтяных месторождений, где сероводород образуется путём разложения сопутствующих сульфатов под воздействием углеводородов.
В Каспийском районе Дагестана выявлено свыше 300 целебных минеральных источников, из которых наиболее известны углекислые воды месторождения Рычал-Су близкие по составу к водам «Боржоми», гидросульфатные, сероводородные и гидрокарбонатно-натриевые воды, хлоридно-натриевые рассолы, содержащие йод и бром.
Для лечебных целей используется скважины Махачкалинского месторождения и в курортных местностях Талги, Каспийск, Каякент, Рычал-су.
А. М. Овчинников выделяет 7 гидрогеохимических зон Кавказа, из которых большинство присутствуют и на Восточном Кавказе: зона углекислых вод типа нарзанов; зона меловых флишевых отложений Северо-Западного Кавказа; зона азотных гидрокарбонатных вод сланцевой юры Восточного Кавказа (Дагестан — Рычалсу, Ахты); зона сероводородных сульфатных вод мезозойских известняков Северного Кавказа; зона сероводородных хлоридно-натриевых вод известняковых массивов абхазских фаций (Юго-Запад); зона углекислых вод Малого Кавказа; периферический пояс метановых вод (источники Дагестана — Талги, и Терской депрессии — Серноводск около Грозного).
Горный хрусталь встречается в древних породах, выходящих на поверхность верхней части хребтов, например, ниже ледника Рустави Грузинского угла, под вершиной Тебулосмта, где находили друзы размером до метра.
До 1905 года это месторождение было в концессии у швейцарской фирмы, потом фирма закрыла разработку и замуровала штольни.

### Рекреационный и туристический потенциал
Главной достопримечательностью Восточного Кавказа являются разнообразные пейзажи. Лесистые горы и долины, быстрые горные реки с чистейшей водой, водопады и озёра, каньоны, скалы и ледники, — формируют виды на вкус любого искушённого наблюдателя. Очень красивы озёра, в том числе: Галанчеж, Кезенойам, Чиркейское водохранилище.
Для охраны природных ландшафтов созданы заповедники, в том числе, Дагестанский, Эрзи (Ингушетия), а также в Грузии.
Богат и разнообразен животный и растительный мир.
Восточный Кавказ известен и разнообразными рукотворными достопримечательностями, в том числе старинными постройками: дома, башни, храмы, могильники.
Северная часть Восточного Кавказа населена значительно меньше, чем южная, поэтому там большинство построек предоставлены сами себе.
Спортивные достопримечательности Восточного Кавказа недавно пополнились строящимся горнолыжным комплексом Ведучи недалеко от Грозного. Спортивные трассы организуют на площади более 1100 гектаров северного склона хребта Данедук (№ 0267652 по госреестру, карта К-38-044) на реке Аргун в Итум-Калинском районе Чеченской республики.
Максимальная высота трасс составляет около 3 тыс. м над уровнем моря, а перепад высот — до 2 тыс. м (это один из самых больших перепадов высот лыжных трасс на территории России).
На Восточном Кавказе расположено несколько известных санаториев, в том числе на минеральных источниках: в Серноводске около Грозного, «Каспий» и «Каякент» в Дагестане.
Известен лечебный (заболевания верхних дыхательных путей), оздоровительный и горнолыжный курорт Армхи в долине одноимённой реки Джейрахского района республики Ингушетия.

### Спортивный туризм и альпинизм
Большие высоты вершин, перевалов, ледники и крутизна скал давно привлекали спортсменов не только из городов Восточного Кавказа (Орджоникидзе, Грозного), но и со всей территории СССР. Были проложены маршруты различных категорий сложности. Условия восхождений и походов значительно усложнялись погодными условиями региона, более суровыми, чем на Западном Кавказе. Ряд вершин (например, Мальчечкорт с подъёмом от реки Кистинка) использовались в военной подготовке курсантов и офицеров для получения значка «Альпинист СССР». В этом же районе плато ледника Рустави (Грузинский угол) было удобным для совершения одновременно нескольких восхождений для получения спортивного разряда по альпинизму.
Привычные для восхождений и походов горные районы Восточного Кавказа сейчас находятся за границей России. Из-за этого спортсмены были вынуждены искать новые цели. Были проложены сложные скальные маршруты на горе Гайкомд.